# Sergueï Iouzeptchouk
Sergueï Vassilievitch Iouzeptchouk (en russe : Сергей Васильевич Юзепчук, en transcription anglaise Sergei Vasilievich Juzepczuk), né le 28 janvier 1893 à Moscou, mort le 8 janvier 1959 à Rīga (république socialiste soviétique de Lettonie), est un botaniste soviétique qui fut un spécialiste de la pomme de terre et qui réalisa des expéditions de collecte en Amérique du Sud à la recherche de germoplasme de Solanaceae. Il étudia également des plantes à fleurs originaires de Crimée, comme Eremurus thiodanthus. Il a eu parmi ses élèves Moïsseï Kirpitchnikov.

## Quelques espèces décrites par Juzepczuk
- Solanum phureja Juz. et Bukasov[1] ;
- Solanum acroglossum Juz.
- Solanum andigenum Juz. & Bukasov[2], espèce reclassée depuis en sous-espèce de la pomme de terre cultivée, sous le nom de  Solanum tuberosum subsp. andigenum (Juz. et Bukasov) Hawkes  ;

- Dryas hookeriana Juz. 1929, synonyme de Dryas octopetala var. hookerana (Juz. ) Hulten.